# Proroblemma testa
Proroblemma testa är en fjärilsart som beskrevs av Barnes och Mcdunnough 1913. Proroblemma testa ingår i släktet Proroblemma och familjen nattflyn. Inga underarter finns listade i Catalogue of Life.